# نات بيج
نات بيج (بالإنجليزية: Nat Page) هو منافس ألعاب قوى أمريكي، ولد في 26 يناير 1957.

## وصلات خارجية
- نات بيج على موقع الاتحاد الدولي لألعاب القوى (الإنجليزية)